# Pseudosynagelides bunya
Pseudosynagelides bunya là một loài nhện trong họ Salticidae. Loài này được phát hiện ở Queensland.